# 德源街道
德源街道，原为德源镇，是中华人民共和国四川省成都市郫都区下辖的一个乡镇级行政单位。2019年被评为中国文化百强镇。2019年12月，撤镇设街道，德源街道办事处驻兴德街78号。

## 行政区划
德源街道下辖以下地区：
红旗社区、永光村、和众村、平城村、东林村、展望村、柏林村、同心村、寿增村、清江村、花石村、清马村、王桥村、青龙村、胜利村、回龙村和新华村。